# Päivi Alafrantti
Päivi Alafrantti (Tervola, 8 de maio de 1964) é uma antiga lançadora de dardo finlandesa.